# Rallye de Suède 2013

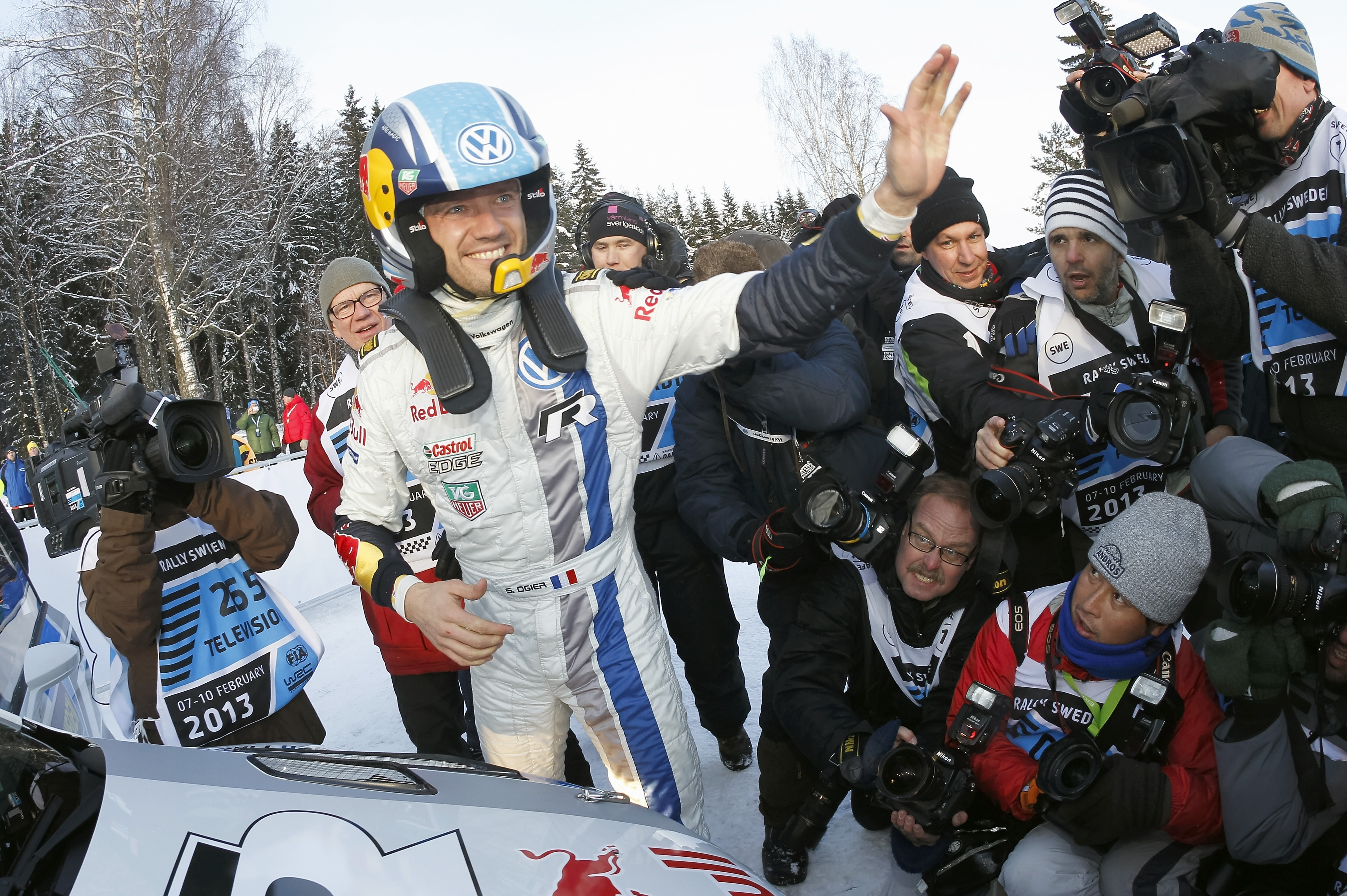
Sébastien Ogier au Rallye de Suède en 2013

Le Rallye de Suède 2013 est le 2e rallye du Championnat du monde des rallyes 2013.

## Résultats

### Classement final
| Rang              | Pilote                   | Copilote               | Numéro            | Voiture               | Écurie                      | Temps             | Écart             | Points            |
| Toutes catégories | Toutes catégories        | Toutes catégories      | Toutes catégories | Toutes catégories     | Toutes catégories           | Toutes catégories | Toutes catégories | Toutes catégories |
| ----------------- | ------------------------ | ---------------------- | ----------------- | --------------------- | --------------------------- | ----------------- | ----------------- | ----------------- |
| 01                | Sébastien Ogier (FRA)    | Julien Ingrassia (FRA) | 8                 | Volkswagen Polo R WRC | Volkswagen Motorsport       | 3 h 11 min 41 s 9 | -                 | 283               |
| 02                | Sébastien Loeb (FRA)     | Daniel Elena (MON)     | 1                 | Citroën DS3 WRC       | Citroën Total Abu dhabi WRT | 3 h 12 min 23 s 7 | +41 s 8           | 18                |
| 03                | Mads Østberg (NOR)       | Jonas Andersson (SWE)  | 4                 | Ford Fiesta RS WRC    | Qatar M-Sport WRT           | 3 h 13 min 06 s 4 | +1 min 24 s 5     | 161               |
| 04                | Jari-Matti Latvala (FIN) | Miikka Anttila (FIN)   | 7                 | Volkswagen Polo R WRC | Volkswagen Motorsport       | 3 h 13 min 12 s 5 | +1 min 30 s 6     | 142               |
| 05                | Thierry Neuville (BEL)   | Nicolas Gilsoul (BEL)  | 11                | Ford Fiesta RS WRC    | Qatar M-Sport WRT           | 3 h 16 min 48 s 3 | +5 min 06 s 4     | 10                |
| 06                | Juho Hänninen (FIN)      | Tomi Tuominen (FIN)    | 15                | Ford Fiesta RS WRC    | Qatar M-Sport WRT           | 3 h 17 min 25 s 0 | +5 min 43 s 1     | 8                 |
| 07                | Martin Prokop (CZE)      | Michal Ernst (CZE)     | 21                | Ford Fiesta RS WRC    | Jipocar Czech National Team | 3 h 23 min 07 s 3 | +11 min 25 s 4    | 6                 |
| 08                | Henning Solberg (NOR)    | Emil Axelsson (SWE)    | 16                | Ford Fiesta RS WRC    | Henning Solberg             | 3 h 23 min 34 s 6 | +11 min 52 s 7    | 4                 |
| 09                | Evgeny Novikov (RUS)     | Ilka Minor (AUT)       | 5                 | Ford Fiesta RS WRC    | Qatar M-Sport WRT           | 3 h 24 min 46 s 6 | +13 min 04 s 7    | 2                 |
| 10                | Yazeed Al-Rajhi (KSA)    | Michael Orr (GBR)      | 35                | Ford Fiesta RRC       | Yazeed Racing               | 3 h 28 min 08 s 9 | +16 min 27 s 0    | 1                 |

3, 2, 1 : y compris les 3, 2 et 1 points attribués aux trois premiers de la spéciale télévisée (power stage).

### Spéciales chronométrées
| Étape             | Spéciale | Heure   | Nom              | Distance | Vainqueur                                   | Temps         | Leader                |
| ----------------- | -------- | ------- | ---------------- | -------- | ------------------------------------------- | ------------- | --------------------- |
| 1re (7-8 février) | ES1      | 20 h 04 | Karlstad SSS 1   | 1,90 km  | Sébastien Loeb (FRA)                        | 1 min 34 s 5  | Sébastien Loeb (FRA)  |
| 1re (7-8 février) | ES2      | 08h39   | Lesjöfors 1      | 15 km    | Sébastien Ogier (FRA)                       | 9 min 15 s 8  | Sébastien Ogier (FRA) |
| 1re (7-8 février) | ES3      | 09h33   | Värmullsåsen 1   | 23,77 km | Sébastien Ogier (FRA)                       | 13 min 48 s 0 | Sébastien Ogier (FRA) |
| 1re (7-8 février) | ES4      | 10h43   | Vargåsen 1       | 24,63 km | Mads Østberg (NOR)                          | 13 min 45 s 1 | Sébastien Ogier (FRA) |
| 1re (7-8 février) | ES5      | 13h21   | Lesjöfors 2      | 15 km    | Sébastien Ogier (FRA)                       | 8 min 59 s 1  | Sébastien Ogier (FRA) |
| 1re (7-8 février) | ES6      | 14h15   | Värmullsåsen 2   | 23,77 km | Sébastien Ogier (FRA)                       | 8 min 45 s 9  | Sébastien Ogier (FRA) |
| 1re (7-8 février) | ES7      | 15h25   | Vargåsen 2       | 24,63 km | Sébastien Ogier (FRA)                       | 4 min 34 s 1  | Sébastien Ogier (FRA) |
| 1re (7-8 février) | ES8      | 19h00   | Karlstad SSS 2   | 1,90 km  | Mikko Hirvonen (FIN) Thierry Neuville (BEL) | 1 min 35 s 9  | Sébastien Ogier (FRA) |
| 2e (9 février)    | ES9      | 8h47    | Sågen 1          | 13,73 km | Sébastien Ogier (FRA)                       | 7 min 07 s 4  | Sébastien Ogier (FRA) |
| 2e (9 février)    | ES10     | 09h52   | Fredriksberg 1   | 18,15 km | Jari-Matti Latvala (FIN)                    | 10 min 24 s 6 | Sébastien Ogier (FRA) |
| 2e (9 février)    | ES11     | 10h39   | Rämmen 1         | 22,76 km | Sébastien Loeb (FRA)                        | 11 min 42 s 6 | Sébastien Ogier (FRA) |
| 2e (9 février)    | ES12     | 11h20   | Hagfors Sprint 1 | 1,87 km  | Mikko Hirvonen (FIN)                        | 1 min 55 s 8  | Sébastien Ogier (FRA) |
| 2e (9 février)    | ES13     | 13h38   | Sågen 2          | 13,73 km | Sébastien Loeb (FRA) Sébastien Ogier (FRA)  | 7 min 00 s 2  | Sébastien Ogier (FRA) |
| 2e (9 février)    | ES14     | 15h11   | Fredriksberg 2   | 18,15 km | Sébastien Ogier (FRA)                       | 10 min 16 s 6 | Sébastien Ogier (FRA) |
| 2e (9 février)    | ES15     | 15h30   | Rämmen 2         | 22,76 km | Sébastien Ogier (FRA)                       | 11 min 42 s 9 | Sébastien Ogier (FRA) |
| 2e (9 février)    | ES16     | 16h11   | Hagfors Sprint 2 | 1,87 km  | Sébastien Loeb (FRA)                        | 2 min 00 s 7  | Sébastien Ogier (FRA) |
| 3e (10 février)   | ES17     | 7h54    | Mitandersfors    | 27,07 km | Sébastien Loeb (FRA)                        | 14 min 00 s 1 | Sébastien Ogier (FRA) |
| 3e (10 février)   | ES18     | 9h11    | Finnskogen 1     | 16,82 km | Sébastien Loeb (FRA)                        | 9 min 00 s 0  | Sébastien Ogier (FRA) |
| 3e (10 février)   | ES19     | 10h06   | Kirkener 1       | 7,16 km  | Sébastien Loeb (FRA)                        | 5 min 42 s 7  | Sébastien Ogier (FRA) |
| 3e (10 février)   | ES20     | 11h19   | Kirkener 2       | 7,16 km  | Sébastien Ogier (FRA)                       | 5 min 38 s 9  | Sébastien Ogier (FRA) |
| 3e (10 février)   | ES21     | 11h54   | Finnskogen 2     | 16,82 km | Mads Østberg (NOR)                          | 8 min 55 s 8  | Sébastien Ogier (FRA) |
| 3e (10 février)   | ES22*    | 14h12   | Torsby           | 19,26 km | Sébastien Ogier (FRA)                       | 9 min 54 s 1  | Sébastien Ogier (FRA) |

* : spéciale télévisée attribuant des points aux trois premiers pilotes

## Classements au championnat après l'épreuve

### Classement des pilotes
Selon le système de points en vigueur, les 10 premiers équipages remportent des points, 25 points pour le premier, puis 18, 15, 12, 10, 8, 6, 4, 2 et 1.
| Rang | Pilote             | Rallyes | Rallyes | Rallyes | Rallyes | Rallyes | Rallyes | Rallyes | Rallyes | Rallyes | Rallyes | Rallyes | Rallyes | Rallyes | Total points |
| Rang | Pilote             | MON     | SUE     | MEX     | POR     | ARG     | GRE     | ITA     | FIN     | GER     | AUS     | FRA     | ESP     | GBR     | Total points |
| ---- | ------------------ | ------- | ------- | ------- | ------- | ------- | ------- | ------- | ------- | ------- | ------- | ------- | ------- | ------- | ------------ |
| 1er  | Sébastien Ogier    | 18      | 283     | -       | -       | -       | -       | -       | -       | -       | -       | -       | -       | -       | 46           |
| 2e   | Sébastien Loeb     | 25      | 18      | -       | -       | -       | -       | -       | -       | -       | -       | -       | -       | -       | 43           |
| 3e   | Mads Østberg       | 8       | 161     | -       | -       | -       | -       | -       | -       | -       | -       | -       | -       | -       | 25           |
| 4e   | Dani Sordo         | 15      | Ab      | -       | -       | -       | -       | -       | -       | -       | -       | -       | -       | -       | 15           |
| 5e   | Jari-Matti Latvala | Ab      | 142     | -       | -       | -       | -       | -       | -       | -       | -       | -       | -       | -       | 14           |
| 6e   | Mikko Hirvonen     | 12      | 0       | -       | -       | -       | -       | -       | -       | -       | -       | -       | -       | -       | 12           |
| 7e   | Martin Prokop      | 6       | 6       | -       | -       | -       | -       | -       | -       | -       | -       | -       | -       | -       | 12           |
| 8e   | Thierry Neuville   | Ab      | 10      | -       | -       | -       | -       | -       | -       | -       | -       | -       | -       | -       | 10           |
| 9e   | Bryan Bouffier     | 10      | -       | -       | -       | -       | -       | -       | -       | -       | -       | -       | -       | -       | 10           |
| 10e  | Juho Hanninen      | Ab      | 8       | -       | -       | -       | -       | -       | -       | -       | -       | -       | -       | -       | 8            |
| 11e  | Sepp Wiegand (en)  | 4       | 0       | -       | -       | -       | -       | -       | -       | -       | -       | -       | -       | -       | 4            |
| 12e  | Henning Solberg    | -       | 4       | -       | -       | -       | -       | -       | -       | -       | -       | -       | -       | -       | 4            |
| 13e  | Evgeny Novikov     | Ab      | 2       | -       | -       | -       | -       | -       | -       | -       | -       | -       | -       | -       | 2            |
| 14e  | Olivier Burri      | 2       | -       | -       | -       | -       | -       | -       | -       | -       | -       | -       | -       | -       | 2            |
| 15e  | Michał Kościuszko  | 1       | 0       | -       | -       | -       | -       | -       | -       | -       | -       | -       | -       | -       | 1            |
| 16e  | Yazeed Al-Rajhi    | -       | 1       | -       | -       | -       | -       | -       | -       | -       | -       | -       | -       | -       | 1            |

| Couleur | Résultat                                                         |
| ------- | ---------------------------------------------------------------- |
| Or      | Vainqueur                                                        |
| Argent  | 2e place                                                         |
| Bronze  | 3e place                                                         |
| Vert    | Classé, dans les points                                          |
| Bleu    | Classé, hors des points Non classé (Nc.)                         |
| Mauve   | Abandon (Ab.) Retrait (Re.)                                      |
| Noir    | Disqualifié (Dq.)                                                |
| Blanc   | N'a pas pris le départ (Np.) Forfait (Forf.) Épreuve annulée (A) |
| Aucune  | N'a pas participé (-)                                            |

3, 2, 1 : y compris les 3, 2 et 1 points attribués aux trois premiers de la spéciale télévisée (power stage).

### Classement des constructeurs
| Rang | Équipe                                   | Rallyes | Rallyes | Rallyes | Rallyes | Rallyes | Rallyes | Rallyes | Rallyes | Rallyes | Rallyes | Rallyes | Rallyes | Rallyes | Total points |
| Rang | Équipe                                   | MON     | SUE     | MEX     | POR     | ARG     | GRE     | ITA     | FIN     | GER     | NZL     | FRA     | ESP     | GBR     | Total points |
| ---- | ---------------------------------------- | ------- | ------- | ------- | ------- | ------- | ------- | ------- | ------- | ------- | ------- | ------- | ------- | ------- | ------------ |
| 1er  | Citroën Total Abu Dhabi World Rally Team | 37      | 20      | -       | -       | -       | -       | -       | -       | -       | -       | -       | -       | -       | 57           |
| 2e   | Volkswagen Motorsport                    | 18      | 37      | -       | -       | -       | -       | -       | -       | -       | -       | -       | -       | -       | 55           |
| 3e   | Qatar M-Sport World Rally Team           | 10      | 21      | -       | -       | -       | -       | -       | -       | -       | -       | -       | -       | -       | 31           |
| 4e   | Abu Dhabi Citroën Total World Rally Team | 15      | 0       | -       | -       | -       | -       | -       | -       | -       | -       | -       | -       | -       | 15           |
| 5e   | Lotos Team WRC                           | 8       | 4       | -       | -       | -       | -       | -       | -       | -       | -       | -       | -       | -       | 12           |
| 6e   | Qatar World Rally Team                   | 0       | 10      | -       | -       | -       | -       | -       | -       | -       | -       | -       | -       | -       | 10           |
| 7e   | Jipocar Czech National Team              | 0       | 8       | -       | -       | -       | -       | -       | -       | -       | -       | -       | -       | -       | 8            |